# École de commerce et de gestion de Rouen ISD
 (mars 2020).
Si vous disposez d'ouvrages ou d'articles de référence ou si vous connaissez des sites web de qualité traitant du thème abordé ici, merci de compléter l'article en donnant les références utiles à sa vérifiabilité et en les liant à la section « Notes et références ».
L'École de commerce et de gestion de Rouen, Institut Supérieur de Développement (ISD) est une Unité de Formation d'Apprentis public qui dépend de l'Education Nationale. Il est rattaché au lycée Flaubert qui compte 950 étudiants du supérieur et travaille en partenariat avec l'Université de Rouen dans le cadre d’une Licence.
Ce Centre de Formation d'Apprentis a été créé en 1989 et est financée par la Région Haute Normandie et par la taxe d'apprentissage versée par les entreprises.

## Gratuité
Dépendant directement de l'Éducation Nationale, la formation est gratuite.

## Diplômes
Les diplômes sont reconnus par l'État.
BAC +5 : le diplôme Manager d'affaires est un diplôme d’établissement Éducation Nationale certifié RNCP niveau I, par Arrêté ministériel du 19/11/14 - JO du 29/11/14.
BAC +3 : la licence ATC Chargé de communication est un diplôme délivré par l’Université de Rouen.

## Programmes
- Négociation nationale achats et ventes
- Négociation internationale achats et ventes
- Contrôle de gestion
- Management - communication - vente à distance

## Internationale et Cultures
- Cours d’approches internationales et culturelles
- Séminaires à l’étranger
- Stage professionnelle de 3 mois à l’étranger